# High (James Blunt)
High és una cançó de pop rock escrita pel cantant britànic James Blunt i per Ricky Ross (el cantant principal de la banda escocesa Deacon Blue) pel primer àlbum de Blunt Back to Bedlam (2004). La cançó fou produïda per Tom Rothrock i Jimmy Hogarth i rebé una acollida heterogènia dels crítics de música. Fou llançat com a primer senzill a l'agost del 2004 i no aconseguí un gran impacte a la taula de senzills del Regne Unit, no arribant ni als setanta-cinc primers. Després de l'èxit de You're Beautiful, High fou llançada de nou a la tardor del 2005, i esdevingué un èxit de top-20 arreu del món, arribant al tercer lloc de les llistes a Itàlia i el setzè al Regne Unit.